# Résistance de Van
Ne doit pas être confondu avec Défense de Van.
Massacres hamidiens
La résistance de Van est un mouvement d'autodéfense des Arméniens de la ville de Van face aux massacres hamidiens en juin 1896.

## Déroulement
La population arménienne de Van prend connaissance des massacres qui touchent les Arméniens de l'Empire ottoman. Ainsi, en 1896, les révolutionnaires prennent des mesures pour protéger la ville, en particulier le quartier arménien de Aykesdan, face à l'avancée de l'armée ottomane, dont quatre bataillons venus de Harpout, Erzurum et Moush se rendent à Van. Parmi les révolutionnaires, ce sont principalement les membres du parti Arménagan, très implanté localement, qui dirigent les opérations d'autodéfense, mais ils sont vite rejoints par les membres des deux autres partis arméniens que sont la Fédération révolutionnaire arménienne et le parti social-démocrate Hentchak. En tout, ils arrivent à mobiliser entre 600 et 700 hommes.
Les combats durent plusieurs jours, entre le 3 juin et le 11 juin 1896, et permettent de concentrer l'attention des soldats turcs et éviter qu'ils ne massacrent les civils. Après une semaine d'affrontements, l'armée ottomane ne parvient pas à briser la résistance arménienne, forçant le sultan Abdülhamid II à demander l'intervention des grandes puissances pour régler la crise. En échange de la fin des violences, il promet de garantir la sécurité des Arméniens de Van.

## Conséquences
Pour les autorités ottomanes, l'attaque des quartiers arméniens a un bilan positif. En effet, elle permet de décimer les sections locales des partis révolutionnaires arméniens et donc de décapiter le mouvement de libération nationale qu'ils animent. Une partie de ces révolutionnaires meurt dans les combats tandis que le reste accepte de fuir en Iran après médiation des puissances européennes. Un millier d'hommes quitte la ville, escorté par des soldats ottomans, qui les massacrent avant d'atteindre la frontière avec l'aide de milices kurdes. La nouvelle de ce massacre parvient aux civils arméniens, instaurant un climat de terreur dans toute la région.
Selon le vice-consul Williams, présent sur place, environ 20 000 Arméniens perdent la vie et 350 villages et hameaux sont détruits dans la région de Van durant la période des massacres hamidiens.